# Cúter Luisito
El Luisito fue una embarcación a vela de la clase cúter construido por el comandante Luis Piedra Buena.
Con madera de la zona, al estilo que aprendió en Punta Arenas (lanchas chilotas de similar tamaño). Nunca trató de usar los restos del bergantín Espora, con el cual había naufragado en la Isla de los Estados dado que era su mayor capital y trató de salvar hasta último momento según su propio diario.
Un cúter (del inglés cutter y este del término to cut, ‘cortar’) es una embarcación con velas al tercio, una cangreja o mesana en un palo chico colocado hacia popa y varios foques. Generalmente es de tamaño pequeño. Las lanchas de Chiloé y que se construyen hasta en la isla Navarino, en Chile son muy similares.

## Breve reseña
En febrero de 1873 Piedra Buena zarpó, a bordo de su bergantín "Espora" (ex Nancy),  desde Punta Arenas con destino a Isla de los Estados. El viaje tenía como propósito construir una fábrica para producir aceite de pingüino en la misma y comercializarlo. Pese a que no existen registros sobre su derrota, al arribar y fondear en la caleta Lacroix de la Bahía Franklin fue sorprendido por una fuerte tormenta que hizo garrear a su bergantín y lo encalló en la costa oeste de la Isla donde el mar lo dañó severamente, inutilizándolo;  Piedra Buena salió indemne del naufragio junto con sus tripulantes. 
Al comprender que nadie los rescataría, el marino argentino emprendió la tarea de construir una embarcación pequeña, pero muy marinera, para regresar al continente. Sin planos, con las pocas herramientas de las que disponía y con la colaboración de sus hombres, que por momentos estaban enfermos o desanimados, construyó una embarcación tipo cúter en un plazo de apenas 72 días lo que constituyó una verdadera hazaña.  
Existen discusiones (ya aclaradas dado que utilizó madera de la zona, los bosques de lenga de Bahía Franklyn en Isla de los Estados, mas madera que llevaba en el Espora y el forro interior del mismo) el velero fue construido con madera de los árboles de la isla además de emplear madera del interior del "Espora". Al que trató de salvar hasta último momento. Asimismo, algunos expertos opinan que Piedra Buena debió haber tenido parte de la nueva nave ya construida por el tiempo asombrosamente corto en que lo finalizó.
Bautizó al cúter como "Luisito" en homenaje a su primer hijo varón, fallecido ya, quien llevara ese nombre. Una vez finalizado el barco, dejó la Isla de los Estados para arribar días más tarde a Punta Arenas
En 1875 Piedra Buena se dirigió a Buenos Aires, donde el diputado Dr. Félix Frías requería de sus conocimientos del sur, para contribuir a resolver los problemas de límite con Chile. A fin de procurarse el dinero necesario para el viaje, Piedra Buena resolvió vender al Luisito, lo que se concretaría a principios de 1876.

## Datos del buque
- Eslora: 10,70 m
- Puntal: 1,49 m
- Calado medio: 1,42 m
- Desplazamiento: 14 t
- Cubierta corrida, con una escotilla a proa y un tambucho a popa.
- Un palo, con vela trapezoidal, foque y trinquetilla.
- Timón a caña.
- Cintón alrededor del casco.